# Exaration
Exaration (lat.: exarare – durchfurchen) ist eine Bezeichnung für einen Einzelprozess der Gletschererosion.
Es bezeichnet das Ausschürfen von Lockermaterial und anstehendem Festgestein im Bereich der Gletscherstirn.